# 우아동
우아동(牛牙洞)은 전북특별자치도 전주시 덕진구에 있는 법정동과 행정동의 통칭으로, 2개의 행정동(우아1동·2동)이 설치되어 있다.

## 개요
우아동은 도심권 내 상업지역과 일부 농촌지역이 혼재된 도농(都農)복합지역으로, 전주역을 중심으로 위락시설이 밀집되어 있고, 인구 유동이 많은 지역이다. 백제로의 기점을 중심으로 지역의 주요 상권이 형성되어 있다. 장재마을은 태양 주키니 호박을 다른 지역으로 연간 70여톤을 출하하여 농가 수입을 올리는 특용작물 재배 지역이다.
법정동 금상동이 완주군 소양면과 만나는 곳이기 때문에, 영남권에서 전주시로 들어갈 때 반드시 거치는 지역이다.

## 역사
전주부성의 동쪽에 자리잡은 우아동은 현 전주제일고 교정인 마당제를 넘어서면 아중제(牙中堤)의 맑은 물이 진주처럼 밀실대고 있고 이 호수는 서서히 초포들력을 비옥하게 만들어 10월 상달이면 벼를 누렇게 만드는 근원이 되기도 하였다. 호반을 끼고 돌아가는 길은 산책로로 이름이 나있어 아중리의 유래의 풍치를 더해준다. 우아동은 재전리, 용개리, 아하리, 아중리, 관암, 무능, 석소리, 안덕원, 반암리, 은행다리, 신덕리, 장재동, 신기리, 왜막실 등의 자연부락으로 형성되었다.
1957년 11월 6일 완주군 초포면 우방리, 용진면 아중리, 산정리의 일부가 전주시에 편입되었고, 우방리를 우아동3가로, 아중리를 우아동1가로, 산정리의 편입지를 우아동2가로 하였다. '우아동'이라는 이름은 우방리(牛方里)의 '우(牛)'자와 아중리(牙中里)의 '아(牙)'자를 따서 지었다.

### 연혁
- 1914년 4월 1일 : 전주군(→1935년 완주군) 초포면 우방리, 용진면 아중리, 산정리

| 조선총독부령 제111호                                                  |                       |
| 구 행정구역                                                           | 신 행정구역           |
| 초곡면 안덕리, 반암리, 장자리, 신덕리                                 | 초포면 우방리(牛方里) |
| 부북면 신기리, 성지리, 백동리                                         | 초포면 우방리(牛方里) |
| 용진면 인교리, 무릉리, 관암리, 신동리, 아중리, 아하리, 용계리, 재전리 | 용진면 아중리(牙中里) |
| 용진면 행치리, 석소리現 우아동2가, 산정리                             | 용진면 산정리         |
- 1957년 11월 6일 : 초포면 일원과 용진면 아중리, 산정리의 일부가 전주시에 편입[2]
- 1981년 : 전주역이 이전되어 신도시를 형성하였다.
- 1989년 1월 1일 : 용진면 산정리와 금상리가 전주시에 편입[3]
- 1996년 9월 1일 : 우아동이 우아1동, 우아2동으로 분동[4][5]

## 법정동
- 우아동1가
- 우아동2가
- 우아동3가 : 우아1동
- 산정동(山亭洞)
- 금상동(今上洞)

## 교육
- 전주동신초등학교
- 전주아중초등학교
- 전주우아중학교
- 전주기린중학교
- 전주아중중학교
- 전주중앙여자고등학교

## 아파트
| 단지명                  | 건설사              | 시행사                               | 주소                            | 입주        | 비고                  |
| ----------------------- | ------------------- | ------------------------------------ | ------------------------------- | ----------- | --------------------- |
| 아중대우 2차 진버들마을 | ㈜대우 건설부문     | ㈜대우 건설부문                      | 덕진구 진버들5길 10 (우아동2가) | 1999년 11월 |                       |
| 아중롯데                | 롯데건설            | 롯데건설                             | 덕진구 석소로 56 (우아동2가)    | 1998년 11월 |                       |
| 우아한시티              | ㈜디엘건설 이수건설 | 우아주공1단지 주택재건축정비사업조합 | 덕진구 우아로 33 (우아동3가)    | 2021년 8월  | 우아주공 1단지 재건축 |
| 우아 e편한세상          | ㈜삼호              | 우아주공2단지 주택재건축정비사업조합 | 덕진구 우아로 50 (우아동3가)    | 2018년 12월 | 우아주공 2단지 재건축 |

## 교통
- 전주역
- 새만금포항고속도로
- 새만금포항고속도로지선 (익산 완주)
- 순천완주고속도로